# Pro-Gastrin-Releasing-Peptide
Le Pro-Gastrin-Releasing-Peptide, aussi connu sous le nom Pro-GRP, est le précurseur du Gastrin-Releasing-Peptide (GRP), un neurotransmetteur appartenant à la famille des bombésines/neuromédines B. Le GRP stimule la sécrétion de gastrine dans le but d’augmenter l’acidité du suc gastrique. Le Pro-GRP est un peptide de 125 acides aminés exprimé dans le système nerveux et le tube digestif,. À ne pas confondre avec la progastrine, constituée de 80 acides aminées, précurseur de la gastrine dans sa version intracellulaire et oncogène dans sa version extracellulaire (hPG80),.
En 1983, la présence de GRP dans des échantillons de cancer du poumon a été mise en évidence. En situation pathologique, le GRP présente une activité mitogène in vitro dans de nombreuses tumeurs comme les cancers du pancréas, du poumon à petites cellules, de la prostate, du rein, du sein et du colon,,,. La GRP pourrait agir comme un facteur de croissance autocrine. Dans le cas de cancers, le GRP déclenche la croissance cellulaire et inhibe l’apoptose en bloquant la voie de stress du réticulum endoplasmique. Les mécanismes des voies de signalisation impactées n’ont pas été établies. Les recherches sur le Pro-GRP en tant que biomarqueur du cancer pulmonaire à petites cellules démarrent dès 1994. Du fait de la très courte demi-vie du GRP (2 minutes), c’est son précurseur, le Pro-GRP, qui est mesuré. Depuis, le Pro-GRP est utilisé comme marqueur tumoral pour les patients atteints de cancer du poumon à petites cellules, en stades limité et étendu.